# Bernd Langensiepen
Bernd Langensiepen (* 3. März 1947 in Wilhelmshaven, Niedersachsen) ist ein deutscher Autor.

## Leben
Langensiepen war lange Zeit als Techniker auf den großen deutschen Werften Seebeck und Blohm + Voss tätig und beschäftigt sich seit den 60er Jahren mit dem Ersten Weltkrieg und insbesondere dem Thema der osmanisch-türkischen Marine. Langensiepen spricht Türkisch und hat selbst jahrelang in der Türkei gelebt. Ab 2010 war er Mitherausgeber des Marine-Nachrichtenblattes (2020 eingestellt).

## Veröffentlichungen
Bücher
- The Ottoman Steam Navy 1828–1923. Naval Institute Press, 1995, ISBN 1-55750-659-0.
- Die osmanische Marine, 1839–1923. Band 1: Torpedoboote und Zerstörer. Verlag Kopmeier, Hamburg.
- zusammen mit Dirk Nottelmann und Jochen Krüsmann: Halbmond und Kaiseradler. Goeben und Breslau am Bosporus 1914 – 1918. Mittler Verlag, Hamburg 1999. ISBN 3-8132-0588-6.
- Schiffbauliste der Tecklenborg-Werft, 1855 – 1928.

Artikel (Auswahl)
- Die Hanseatische Hochseefischerei AG Bremerhaven. In: Schifffahrt international, Hamburg 1977.
- Mit der Gross-Berlin gegen die Privatreedereien. Ein erster Versuch der „Gemeinnützigen Hochseefischerei-Gesellschaft ‚Groß-Berlin‘ mbH, Geestemünde“. In: Schifffahrt international, Hamburg 1980.
- Die Holland-Fischdampfer. Ein kaum bekanntes Kapitel in der Geschichte der deutschen Hochseefischerei. In: Schiffahrt international, Hamburg 1983.
- Die türkischen Kanonenboote der „Aydin Reis“-Klasse. In: Marine – gestern, heute, Wien 1985.
- Joh. C. Tecklenborg A.-G. Schiffswerft und Maschinenfabrik, Bremerhaven-Geestemünde. In: Strandgut. Materialien zur Schiffahrtsgeschichte, Cuxhaven 1985.
- Wilhelm Werner. Mörder zur See und Himmlers Spezi. In: Marine-Nachrichtenblatt. Oldenburg, 2010.